# Anders Bærtelsen
Anders Bærtelsen, né le 9 mai 2000 à Støvring au Danemark, est un footballeur danois qui évolue au poste de défenseur central au Viking FK.

## Biographie

### En club
Né à Støvring au Danemark, Anders Bærtelsen est formé à l'Aalborg BK. Il joue son premier match en professionnel le 29 avril 2018, lors d'une rencontre de Superligaen face au FC Midtjylland. Il entre en jeu et son équipe s'incline par trois buts à zéro,.
Le 7 août 2020, Bærtelsen quitte son club formateur pour s'engager en faveur du Vendsyssel FF. Il inscrit son premier but en professionnel avec ce club, le 30 juillet 2021 face au Hobro IK. Il ouvre le score mais son équipe se fait finalement rejoindre (1-1 score final).
Le 17 août 2021, après une saison au Vendsyssel FF, Bærtelsen rejoint le club norvégien du FK Haugesund,.
Bærtelsen joue son premier match pour le FK Haugesund le 3 octobre 2021 face au Tromsø IL, en championnat. Il est titularisé et son équipe s'incline (2-0 score final).
Le 3 septembre 2023, Bærtelsen inscrit son premier but pour le FK Haugesund, lors d'une rencontre de championnat face au Molde FK. Il ne peut toutefois pas empêcher la défaite de son équipe par deux buts à un.
Le 25 mars 2025, Anders Bærtelsen rejoint un autre club norvégien en signant avec le Viking FK pour un contrat courant jusqu'en décembre 2028.

### En sélection
Anders Bærtelsen représente l'équipe du Danemark des moins de 19 ans entre 2018 et 2019, pour un total de onze matchs joués dont huit en officiant comme capitaine. Il marque également un but avec cette sélection, le 16 novembre 2018 contre la Suisse (défaite 2-3 des Danois). 